# Vườn quốc gia Femundsmarka
Vườn quốc gia Femundsmarka là một vườn quốc gia ở Na Uy. Cảnh quan ở đây chủ yếu là hồ và đầm lầy (gần với hồ tự nhiên lớn thứ nhì Na Uy, Femund). Đây là một địa điểm bơi thuyền và câu cá nối tiếng. Rừng ở đây thưa với các loại thông.